# Kys mit knurhår!
Kys mit knurhår! er en dansk dokumentarfilm fra 1985 med instruktion og manuskript af Lars Arnfred.

## Handling
Dokumentarprogram om Den Rullende Rottefestival 1985, Ungdomsårets største enkeltprojekt. Filmen følger de ca. 120 rotter fra Århus under deres forberedelser til festivalen og på deres turné rundt til otte jyske byer. Under parolen: "Gør de unge synlige!" optrådte de med gøgl og musik med mere. Initiativet er senere videreført i projektet Frontløberne.